# Anttónia
Antônia Rita Pires de Morais, mais conhecida como Antônia Morais ou Anttónia (Rio de Janeiro, 7 de agosto de 1992), é uma cantora, compositora, produtora musical, atriz, modelo e apresentadora brasileira.

## Biografia e carreira

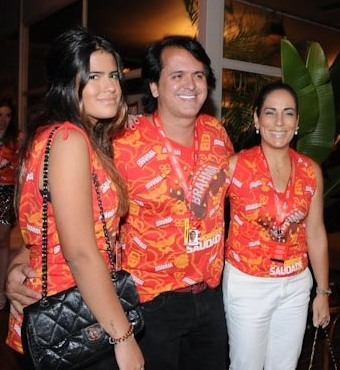
Anttónia ao lado dos pais Orlando Morais e Glória Pires.

Anttónia é descendente de indígenas e portugueses. É filha da atriz Glória Pires e do cantor Orlando Morais, tendo como avô materno o humorista Antônio Carlos Pires, como irmã Ana Morais, como irmão Bento Morais e como meia-irmã a atriz e cantora Cleo. Sua estreia como atriz ocorreu ainda criança, aos 5 anos, no remake de Anjo Mau, novela protagonizada pela mãe. Em 2010, quando ainda morava em Paris, atuou em 2 curtas de produções franco-brasileiras: Almost e Clarisse. Aos 19 anos entrou para oficina de atores da TV Globo e no mesmo ano participou de duas peças na Casa de cultura Laura Alvin, interpretando Doralice em Melodrama e Simone em A Louca Palavra. As trilhas sonoras da peça também foram produzidas pela artista.
Em 2012, fez uma pequena participação no episódio "A Mamãe da Barra", do seriado As Brasileiras, estrelado pela mãe e pela irmã, Ana Morais. No mesmo ano, foi confirmada como intérprete de Isadora, papel do remake de Guerra dos Sexos. Em 2015, fez sua estreia nos cinemas no longa-metragem Linda de Morrer, como Alice. No ano seguinte, viveu a protagonista Lúcia McCartney, personagem do livro homônimo de Rubem Fonseca, na minissérie também homônima do canal GNT.
No ano de 2017, integrou o elenco da novela Rock Story, na pele da DJ Manu. Entre 2018 e 2019, percorreu estados brasileiros para visitar e compartilhar a vivência em quedas d’águas brasileiras, para as gravações de Lavando a Alma, programa que comandou a primeira temporada exibida em 2020, pela Mais Globosat. Em 2021, deu vida a Carla Sarni, uma empreendedora odontológica, no filme A Força de Um Sorriso.
Em 2023, decidiu mudar a grafia de seu nome artístico, e deixou de usar o nome Antônia Morais, com sobrenome do pai, adotando o monônimo Anttónia — o mesmo realizado anteriormente pela irmã Cleo, que deixou de se apresentar com Pires, da mãe. Nos contatos profissionais e nas redes sociais, a cantora já se apresentava com o nome atual. A mudança foi motivada pela fase profissional, em que se definiu como "artista independente", e passou a investir na carreira de cantora e compositora, além de ser diretora criativa de seus projetos.

## Vida pessoal
Em junho de 2020, durante as gravações da novela Gênesis (em que foi anunciada, mas acabou sendo substituída) começou a namorar o ator Paulo Dalagnoli, mas a relação foi rompida no mesmo ano. Em 2021, após três meses separados, Anttónia e Paulo reataram.

## Filmografia

### Televisão
| Ano  | Título           | Papel / Função                | Nota                         |
| ---- | ---------------- | ----------------------------- | ---------------------------- |
| 1998 | Anjo Mau         | Órfã                          | Episódio: "27 de março"      |
| 2012 | As Brasileiras   | Maria de Lurdes (Malu)        | Episódio: "A Mamãe da Barra" |
| 2013 | Guerra dos Sexos | Isadora Novaes / Vicky Miller |                              |
| 2016 | Lúcia McCartney  | Lúcia McCartney               |                              |
| 2017 | Rock Story       | Manuela Barroso (Manu)        |                              |
| 2020 | Lavando a Alma   | Apresentadora                 | Temporada 1                  |

### Cinema
| Ano  | Título                           | Personagem  | Nota           |
| ---- | -------------------------------- | ----------- | -------------- |
| 2010 | Clarisse                         |             | Curta-metragem |
| 2010 | Almost                           |             | Curta-metragem |
| 2015 | Linda de Morrer                  | Alice Lins  |                |
| 2020 | Bang! Bang! - Vivendo sem Regras | Alice       |                |
| 2021 | A Força de Um Sorriso            | Carla Sarni |                |

## Teatro
| Ano  | Espetáculo      | Personagem |
| ---- | --------------- | ---------- |
| 2012 | A Louca Palavra | Simone     |
| 2012 | Melodrama       | Doralice   |